# 광주예술대학교
광주예술대학교(光州藝術大學校, Kwangju Arts University)는 전라남도 나주시에 존재하였던 사립 대학이다. 이홍하가 설립한 5개의 대학교 중 하나로서 예술대학교였으나 재정상의 문제, 부실대학 등 여러 가지 문제로 2000년 부로 폐교되었다. 대한민국에서 처음으로 교육 당국에 의해 강제 폐교된 대학교로 기록되어 있다.

## 연혁
- 1993년 : 2년제 예술학교로 개교
- 1997년 : 4년제 정규대학으로 개편
- 2000년 : 비리 등 여러 문제로 인해 폐교

## 같이 보기
- 서남대학교
- 화성의과학대학교
- 한려대학교
- 광양보건대학교
- 서울제일대학원대학교
- 이홍하